# Daisy Gardner
Daisy Gardner é uma escritora de televisão americana, mais conhecida por seu trabalho como escritora na série da NBC 30 Rock e Californication. Ela também aparece na TruTV Presents: World's Dumbest... como uma comentadora. Ela se formou em Wellesley College, em 1997.